# Фернандо Аморебијета
Фернандо Габријел Аморебијета Мардарас (шп. Fernando Gabriel Amorebieta Mardaras; Кантаура, 29. март 1985) је бивши венецуелански  фудбалер. Играо је на позицији одбрамбеног играча.
Аморебијета је рођен у месту Кантаура, Венецуела, где су његови родитељи дошли да живе због посла. Када је имао две године са породицом се враћа у Шпанију, тачније место Иурета у Баскији, одакле су његови родитељи.

## Успеси
Атлетик Билбао
- Куп Шпаније: (финале: 2008/09, 2011/12)[5][6]
- Суперкуп Шпаније: (финале: 2009)[7]
- Лига Европе: (финале: 2011/12)[8]

 Индепендијенте
- Копа судамерикана (1) : 2017.[9]
- Рекопа судамерикана: (финале: 2018)[10]

 Шпанија до 19
- Европско првенство до 19 година (1) :  2004.[11]